# Gustav Hügel
Gustav Hügel (* 1. Jänner 1871; † 15. April 1953 in Wien) war ein österreichischer Eiskunstläufer, der im Einzellauf startete. Er ist der Weltmeister von 1897, 1899 und 1900 und der Europameister von 1901.
Er war der Sohn des Journalisten Eduard Hügel. Er startete für den Wiener Eislauf-Verein. Zusammen mit Georg Zachariades gilt er als der Erfinder der „tiefen“ Pirouette. Sein erster Erfolg war der Gewinn der deutsch-österreichischen Verbandsmeisterschaft 1894 in Troppau, die damals für beide Staaten gemeinsam vom Deutschen und Österreichischen Eislaufverband ausgetragen wurde.
Die Silbermedaille im Wettbewerb der Herren 1896 in Sankt Petersburg hinter dem Deutschen Gilbert Fuchs war die erste von insgesamt fünf Weltmeisterschaftsmedaillen, es folgte die Goldmedaille in Stockholm 1897 vor dem Schweden Ulrich Salchow, erneut Silber in London 1898, diesmal hinter dem Schweden Henning Grenander, bevor er noch zweimal hintereinander, 1899 und 1900, Salchow, den später dominierenden zehnmaligen Weltmeister, auf den zweiten Platz verweisen konnte.
Bei Europameisterschaften konnte er seinen großen Konkurrenten Salchow nur im Jahr 1901 schlagen, 1899 und 1900 war er dem Schweden im Gegensatz zu den Weltmeisterschaften jeweils unterlegen, nachdem er sich bereits 1894 seinem Landsmann Eduard Engelmann und 1895 dem Ungarn Tibor von Földváry beugen musste.
Zumindest bis 1915 trat er bei Schaulaufen auf. Nach dem Ersten Weltkrieg war er als Eiskunstlauftrainer tätig, zunächst in der Schweiz, ab 1928 (sowie ab 1935) beim Wiener Eislauf-Verein. In Wien-Hietzing gründete er außerdem die Tennisanlagen Nordpol. Er wurde am Friedhof der Feuerhalle Simmering bestattet (Abt. 6, Ring 2, Gruppe 3, Nr. 5). Das Grab ist bereits aufgelassen.

## Ergebnisse
| Wettbewerb / Jahr        | 1892 | 1894 | 1895 | 1896 | 1897 | 1898 | 1899 | 1900 | 1901 |
| ------------------------ | ---- | ---- | ---- | ---- | ---- | ---- | ---- | ---- | ---- |
| Weltmeisterschaften      |      |      |      | 2.   | 1.   | 2.   | 1.   | 1.   |      |
| Europameisterschaften    | 6.   | 2.   | 2.   |      |      |      | 2.   | 2.   | 1.   |
| Deutsche Meisterschaften |      | 1.   | 2.   |      |      |      |      |      |      |